# Rob Dyrdek
Robert Stanley "Rob" Dyrdek (Kettering, Ohio; 28 de junio de 1974) es un skater profesional estadounidense, actor, empresario, productor, artista, comediante y estrella de televisión. Es más conocido por sus papeles en el reality show Rob and Big, Rob Dyrdek's Fantasy Factory, Ridiculousness y Jackass.
Es considerado como uno de los skaters más legendarios de la historia por diseñar el primer calzado para skate, además de sus récords mundiales.

## Vida personal
Rob nació en Kettering, Ohio, hijo de Gene y Patty Dyrdek. Dyrdek estuvo interesado en los deportes desde niño y comenzó skateboarding a la edad de 11 años cuando recibió su primer skateboard del skater profesional Neil Blender. De su temprano interés por el deporte, Dyrdek dijo: "Yo era un joven impulsivo. Estaba bastante concentrado en convertirme en un skater profesional. Podía sentarme en la escuela y pensar en todos los trucos que iba a hacer, entonces salía de la escuela y patinaba hasta que me hacían volver a entrar. A la edad de 12 años, Rob adquirió el patrocinio de la misma empresa que tenía Blender y comenzó su carrera como skater. Unos años más tarde, Dyrdek y Blender renunciaron a su patrocinador y crearon Alien Workshop - la empresa actual de Rob.
A la edad de 16 años, Dyrdek decidió renunciar a su último año en la escuela secundaria y se trasladó al sur de California para seguir su carrera de skater profesional. Poco después de mudarse, Dyrdek comenzó a patinar para Droors Clothing (ahora conocida como DC Shoes), donde también comenzó su exploración en el mundo empresarial del diseño de zapatillas. Esto llevó a Dyrdek a poner en marcha diversas empresas de corta duración, incluyendo un sello discográfico de hip-hop y una tienda de skate.
Dyrdek tiene una hermana, Denise. Sus primos Christopher "Drama" Pfaff y Scott "Big Cat" Pfaff (el hermano mayor de "Drama") han aparecido en Rob and Big y Rob Dyrdek's Fantasy Factory
Actualmente tiene una relación abierta con la modelo Playboy Bryiana Noelle, la cual decidió hacer público a mitad de 2014.

## Carrera

### Televisión MTV
Dyrdek protagonizó un reality show de la MTV, titulado Rob & Big (estuvo en programación desde noviembre de 2006 hasta abril de 2008), con su mejor amigo y guardaespaldas Christopher "Big Black" Boykin, así como con su primo, Chris "Drama" Pfaff. Después de tres temporadas Boykin decidió abandonar el programa cuando su novia tuvo un bebé.
En febrero de 2009, Rob Dyrdek's Fantasy Factory, con Dyrdek, Pfaff, y su equipo de Dyrdek Enterprise, fue emitido por primera vez. "Fantasy Factory" es un almacén reconvertido donde Dyrdek realiza sus muchas aventuras empresariales. También cuenta con una gran plaza para skate, la oficina de personal de Rob con plaza de garaje estilo cueva de Batman, un foso de espuma y numerosos aros de baloncesto. También construyó un estudio de música ("Hands of God Studio") para su primo "Drama" Pfaff dentro de la fábrica. Durante el transcurso de la primera temporada, también abrió su primer SafeSpot SkateSpot con el patrocinio de Carl's Jr. En la gran inauguración, el alcalde Antonio Villaraigosa rodó con Dyrdek en el mayor skate del mundo.
Dyrdek también aparece en el videojuego Skate, y Skate 2 (en el que también aparece "Big Black"). Durante los días de Rob & Big, los dos aparecieron en un episodio en el que en realidad iban al edificio de EA a filmarse para el juego. En Skate 2, el jugador puede comprar una versión temprana de la Fantasy Factory en el Bazar Xbox Live y en PlayStation Store como una expansión, que permite al jugador a patinar dentro de las instalaciones de la fábrica.
Dyrdek hizo una película titulada "Street Dreams" en 2009.
En el 2011 apareció en Jackass 3.5 con Johnny Knoxville.
Dyrdek apareció en el programa de televisión Punk'd.
El 29 de agosto de 2011, comenzó un show en la MTV, llamado Ridiculousness, donde comenta videos de Internet, principalmente acerca de accidentes de deportes extremos.
El 5 de junio de 2016, comienza la 8a temporada de Smarter Than a 5th Grader, donde alumnos de 5o grado de primaria ganan hasta dólares, reemplazando a Jeff Foxworthy.

### Récords del Mundo
Rob Dyrdek ha conseguido 21 récords Guiness diferentes para el skateboarding como parte de su primer programa Rob & Big. Big Black también estableció dos récords para el show;. Más plátanos pelados y comidos, y más donuts comidos en un período determinado de tiempo.
En Fantasy Factory, Dyrdek también estableció el récord del monopatín más grande (según el sitio web GBWR que aparece como el monopatín más largo del mundo) después decidió que los actuales registros son indignos.
Marcas personales de Dyrdek (algunas de las cuales ya han sido batidas) son:
- Ollies frontales consecutivos: 46 (2007, Record Mundial)
- Ollie big spins: 12 (2007, RM)
- Nollie kickflips consecutivos: 73 (2007, RM)
- Kickflips de 360° en un minuto: 12 (2007, RM)
- Heel flips en un minuto: 15 (2007, WR)
- Ollies consecutivos: 215 (2007)
- Nollie kickflips en un minuto: 22 (2007, RM)
- Stationary manual más largo: 49 segundos (2007, RM)
- Switch frontside kickflips en un minuto: 9 (2007, RM)
- 50-50 rail grind más largo: 30.62 m (2007, RM)[7]
- Board slide más largo: 30.62 m (2007, RM)[8]
- Rampa de skateboard dentro del agua más alta: 3.29 m (2007, RM)[9]

### Patrocinadores, marcas y socios
Dyrdek es patrocinado por DC Shoes, Alien Workshop, Silver Trucks, y Monster Energy. Las propiedades de Dyrdek incluyen Wild Grinders, Street League Skateboarding, The Rob Dyrdek Foundation and Megahorse Racing. Además, Dyrdek se ha asociado con varias marcas, incluyendo Bill My Parents, ISX(TM) y DTA Rogue Status con el músico Travis Barker.
Wild Grinders, un equipo de dibujos animados de skate, es la primera empresa en Dyrdek de juguetes basados en él y su grupo de amigos del skateboarding de la infancia. La línea se compone de seis caracteres.
Dyrdek también fue pionero en la experiencia de ISX, una puntuación instantánea, con el que espera revolucionar la forma en que las competiciones de skate se llevan a cabo. Él es el creador del Skateboarding Street League -. Un competición profesional de monopatín que ofrece el mayor premio en la historia del skateboarding que es transmitida en vivo por ESPN y ESPN2.
Dyrdek también tiene su propia marca de desodorantes TAG Body Spray llamada Make Moves. Una parte de sus beneficios va a su organización benéfica, la Fundación Rob Dyrdek.
Rob también se ha asociado con Chevrolet para el lanzamiento de la nueva Chevy Sonic. Como parte de la campaña de lanzamiento, Rob realizó un "kickflip" con un Sonic que fue una rotación completa de 360 grados fuera de una rampa y superando el récord mundial de la tabla de skate más grande que también es suyo. Realizó un ejercicio acrobático en Six Flags Magic Mountain.

## Filmografía

### Películas
| Año  | Título original       | Personaje            | Notas                 |
| ---- | --------------------- | -------------------- | --------------------- |
| 2008 | Righteous Kill        | Robert Brady/"Rambo" |                       |
| 2009 | Street Dreams         | Troy                 | Productor y Guionista |
| 2011 | Jackass 3.5           | Él mismo             | Cameo                 |
| 2012 | Waiting for Lightning | Él mismo             | Documental            |
| 2013 | The Motivation        | Él mismo             | Documental            |

### Televisión
| Año             | Título                       | Personaje     | Notas                        |
| --------------- | ---------------------------- | ------------- | ---------------------------- |
| 2006 - 2008     | Rob & Big                    | Presentador   | Creador, Productor ejecutivo |
| 2009 - 2015     | Rob Dyrdek's Fantasy Factory | Presentador   | Productor ejecutivo          |
| 2011 - presente | Ridiculousness               | Presentador   | Productor ejecutivo          |
| 2012 - 2015     | Wild Grinders                | Lil Rob (Voz) | Creador, Productor ejecutivo |
| 2017 - 2018     | Amazingness                  | Presentador   | Productor ejecutivo          |